# Орбулакская битва
Орбула́кская би́тва (каз. Орбұлақ шайқасы) — сражение в ходе казахско-джунгарской войны, в котором отряд из 600 казахских воинов во главе с Жангир-ханом, 2-тысячное киргизское войско и 20-тысячная бухарская армия под началом Ялангтуш Бахадура в 1643 году одержали победу над армией Эрдэни-Батура.

## Предыстория
Объединение ойратских племён в единое государство под властью ханов из дома Чорос усилило внешнеполитическую активность западных монголов. После общемонгольского съезда 1640 года их внимание особенно сосредоточилось на Казахстане. Почти одновременно с приходом к власти в Джунгарии Батура-хунтайджи, в Казахстане начал править энергичный и предприимчивый сын Есима — Жангир.
До того как стать ханом и возглавить сопротивление джунгарам, Жангир пережил поражения и плен. Тем временем образование Джунгарского ханства и победы ойратских армий в Казахстане, Монголии и Восточном Туркестане укрепили международный авторитет Батура-хунтайджи, превратив его ставку в один из ключевых политических центров Центральной Азии.

## Подготовка
В 1643 году Джунгарское ханство организовало крупный поход против казахов и кыргызов. Подробности об этом походе сохранились в донесениях Г. Ильина и татарина Кучембердейко. Согласно их сведениям, Батур-хунтайджи собрал армию численностью около 50 тысяч человек. В её составе были халха-монголы, подчинённые Омбо-Эрдэни. От участия в походе отказался влиятельный хошутский правитель Кундулен-тайши, поддерживавший дружественные отношения с Жангир-султаном.

## Ход сражения
По описанию А. И. Лёвшина, Жангир, опасаясь открытого военного столкновения с джунгарами своего ополчения состоящего всего из 600 воинов, расположил часть своей дружины в ущелье между двух гор, заранее окопав его глубоким рвом и обнеся высоким валом. Протяженность военного укрепления составила 2,5-3 км, передний край окопа был высотой с человеческий рост. Половина воинов организовала полевые укрепления на пути, а остальная часть рассредоточились на утёсах, тем самым подготовив засаду джунгарам. В этих укреплениях Жангир и ждал в засаде на пути следования джунгарской армии во главе с Эрдэни-Батуром. Джунгары подойдя к укреплениям напали на них. И в то самое время когда они теряли множество людей в сражении, в весьма невыгодном для осады месте по причине узкого пространства, Жангир устремился на них с тыла. Неожиданность удара и наличие огнестрельного оружия, которым все они были снабжены, нанесли Эрдэни-Батуру сильный урон.
В это время подоспел союзник казахов Ялангтуш Бахадур с бухарским войском в 20 тыс. человек и вошел в тыл джунгар. Джунгары, не ожидавшие такого хода событий, пришли в расстройство, Эрдэни-Батур предпочел далее не вступать в сражение и был вынужден отступить в Джунгарию.

## Значение
Планы джунгар по захвату Семиречья оказались сорванными. Было выиграно время для подготовки казахов к дальнейшему наступлению джунгар в этот регион. Жангир-хан продемонстрировал эффективность новой боевой тактики залповой стрельбы из ружей пешими стрелками. В 1993 году на месте Орбулакской битвы был установлен памятный монумент.

## Критика событий
Известный русский востоковед и один из основоположников российской синологии Иакинф (Бичурин) охарактеризовал предание об Орбулакской битве как — «чистую киргиз-казачью (казахскую) сказку»:
Фишер в Сибирской Истории пишет: Батор в 1643 году с 50000 войск напал на Киргиз-Казаков. Янгыр Султан вскорости не мог собрать более 600 человек, но умел употребить их с выгодою. Одной половине из них приказал окопаться в узком проходе, а сам с другою скрылся за гору. Когда Батор наступил на окоп, то Янгыр-Султан напал на него с тыла и винтовками нанес ему такое поражение, что до 10000 Калмыков легло на месте. Это чистая Киргиз-Казачья сказка.